# 松本電気鉄道モハ10形電車
松本電気鉄道モハ10形電車（まつもとでんきてつどうモハ10がたでんしゃ）およびクハ10形電車は、かつて松本電気鉄道（現、アルピコ交通）上高地線で使用されていた電車である。

## 概要

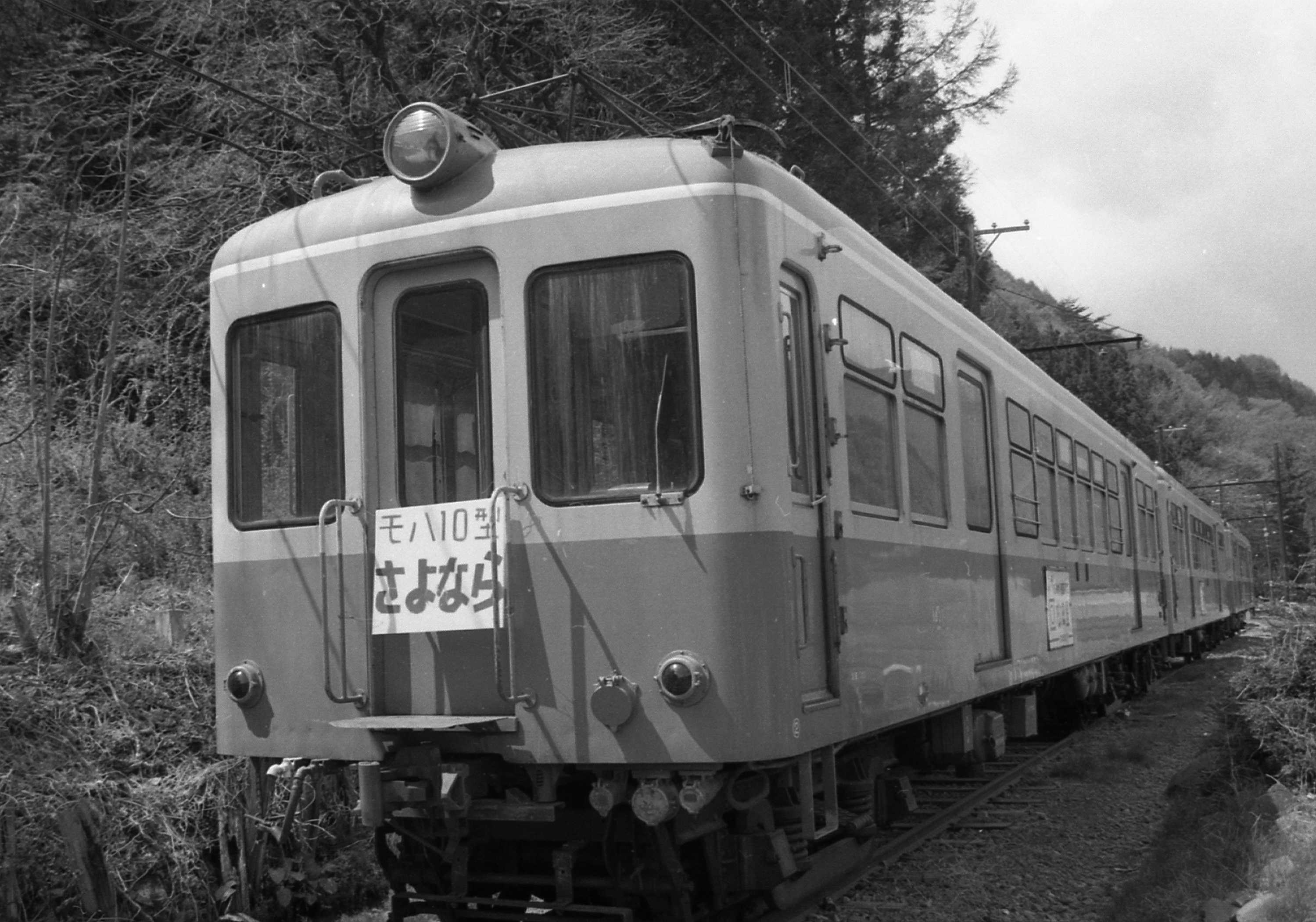
松本電鉄モハ101
廃車後新島々に留置されているときの姿（1988年5月）

1958年（昭和33年）から1964年（昭和39年）にかけて、老朽化の進行した木造電車の車体更新のため、両運転台の制御電動車モハ10形6両（101, 103, 105, 107, 109, 1011）と同形の制御車クハ10形1両（102）が日本車輌製造（日車）により製作され、上高地線の車両近代化に貢献した。台枠より上部の車体は新製であるが、下回りは全て再利用されていて性能も種車によって様々である。主制御器はHL方式（非自動間接制御）、ブレーキ装置はSME方式で統一されており、総括制御が可能であった。電気方式は直流750Vである。
車体は、当時の日車が企画した全鋼製17m級のいわゆる「日車標準車体」を採用しており、同系車は新潟交通や岳南鉄道にも存在した。前面は貫通式で、貫通扉は引戸であるが貫通幌は取付けられていない。客用扉は片側に2個所でドアエンジン付きの片開き側面の窓配置は前記2社同様d2D6D2d（dは乗務員室扉、Dは客用扉、数字は扉の間の窓の数を表す）、側窓は上段をHゴム固定としたバス窓といわれるもので、下段は上昇式となっていた。
1980年代に入ると床下機器の老朽化が進行したため、当時老朽化した変電所と同時に更新することになり、このため1986年（昭和61年）12月24日に架線電圧が1500Vへ昇圧されるのに伴い、前日に全車が運用を退き、翌日廃車された。車両自体は倉庫代わりにもされていたためか1993年頃まで残されていた。

## 各車の経歴

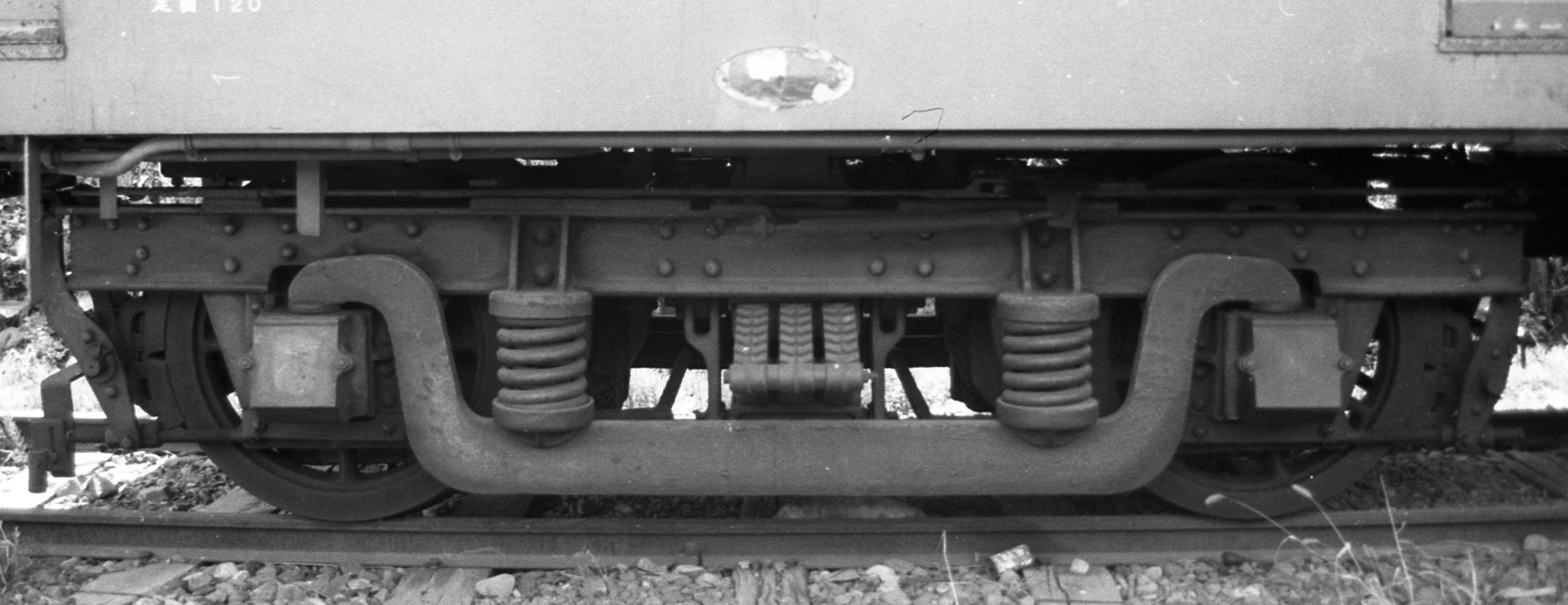
モハ101の台車

モハ101, 103, 105
1923年（大正12年）8月に日車で製造された形式ホデハ（デハ1, 3, 5）で、5は1930年（昭和5年）に2から改番されたものである。両運転台、片側3扉、ダブルルーフの木造車で、製造当初はポール集電の直接制御式であった。1927年（昭和2年）に主電動機の出力増強（65HP×2→72HP×4）、1952年（昭和27年）10月に集電装置をパンタグラフに変更した。
モハ10形への改造は1958年（昭和33年）12月5日付けのデハ5 → モハ105、1959年（昭和34年）7月1日付けのデハ3 → モハ103、1962年（昭和37年）7月6日付けのデハ1 → モハ101。制御装置のHL化は1956年9月に1、1959年1月に3と105である。
モハ107
1950年（昭和25年）10月20日付けで西武鉄道から譲受した形式デハ（デハ13）で、元は1923年5月梅鉢鉄工所製のモハ105（旧武蔵野鉄道サハ105。翌年10月デハ105。1948年にモハ105）である。松本電気鉄道初の総括制御車で、入線に際して主電動機を65HP×4から100HP×4に、ブレーキ装置をAMM-RからSMEに、パンタグラフをポールに改めたが、後に集電装置はパンタグラフに復している。1960年（昭和35年）7月1日付けで鋼体化によりモハ107となった。
モハ109
1927年4月、汽車製造製の形式ホデハ（デハ9）である。性能は1と同様で、集電装置の交換やHL化も同時期に施行された。車体の屋根はシングルルーフで、お椀形の通風器を装備している。1961年（昭和36年）7月17日付けで鋼体化によりモハ109となった。
モハ1011
1954年10月20日付けで京王帝都電鉄から譲受し、翌年11月1日付けで竣功した形式デハ1（デハ18）である。京王時代の旧番はデハ2006。入線時に主電動機を85HP×2から100HP×2に、ブレーキ装置をAMMからSMEに改めた。1963年5月24日付けで鋼体化によりモハ1011となった。
クハ102
1952年12月25日付けで日本国有鉄道から譲受した形式クハ29（クハ16）である。旧番号はクハ29013。もとは池田鉄道が1926年（大正15年）7月に日車で製造したデハ1で、その後1932年（昭和7年）12月に大糸線の前身である信濃鉄道に譲渡されてデハ3（2代）となり、さらに1937年（昭和12年）6月に国有化されてモハ20003に改番、1949年（昭和24年）に電装解除されてクハ29013となったものである。1964年に鋼体化され、クハ102となった。その際、台車をブリル27MCB-2からTR10に交換されている。